# Jekaterina Sjulman
Jekaterina Michajlovna Sjulman (född Zaslavskaja), (ryska: Екатерина Михайловна Шульман (Заславская), född 19 augusti 1978 i Tula, Sovjetunionen, är en rysk statsvetare och publicist. Mellan december 2018 och oktober 2019 var hon medlem i Ryska federationens presidents utvecklingsråd för civilsamhället och de mänskliga rättigheterna.
Hon är kandidat nauk i statsvetenskap, med sin specialisering mot lagstiftning och docent vid institutionen för offentlig förvaltning på Institutet för samhällsvetenskaper (RANEPA). Hon är dessutom radiovärd på radiostationen Echo Moskvy, och har publicerats i tidningen Vedomosti, på sidan Grani.ru internettidningen Republic, Carnegies Moskvacenter med flera. På Youtube driver hon en statsvetenskaplig kanal under eget namn. 
I Ryssland anses hon vara den som myntade uttrycket "hybridregim".